# Raman-szórás
Molekulák, atomok vagy egyéb részecskék tudvalevően képesek fénykvantum kibocsátására vagy elnyelésére, ha a rezonanciafeltétel E = h{\displaystyle \nu } teljesül, továbbá bármely hullámhosszúságú fényszórásra. A rugalmas- (elasztikus) vagy Rayleigh-szórást a klasszikus szemlélet szerint a molekula elektronrendszerében létrejövő dinamikus változás okozza, amely elektromos dipólmomentumot generál. Ennek nagysága p = {\displaystyle \alpha }E. A szóródó fény természetszerűleg koherens azzal a sugárzó közeggel, amely kibocsátja. Raman fényszórással kapcsolatos vizsgálatai során figyelte meg (1928) a szóródó fény esetén létrejövő frekvenciaeltolódást. A Raman-szórás gyakorlatilag ellentéte a Rayleigh-szórásnak, ugyanis nem-koherens szórás, jelentős frekvenciaeltolódás figyelhető meg mind az alacsony (Stokes vonalak), mind a magasabb energiaszintek irányában (anti-Stokes vonalak). 

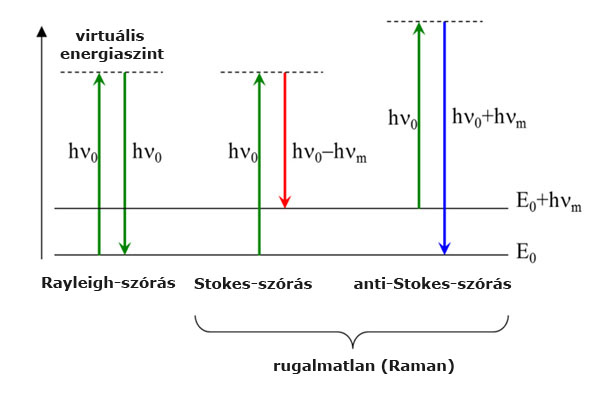
Rugalmas és rugalmatlan szórás összehasonlító séma

A Raman-spektrum teljes analíziséhez nagy spektrális felbontás szükséges, a frekvenciaeltolódások kicsinysége miatt. Az ilyen eltolódások nagyságrendje hozzávetőleg 1 cm-1 a rotációs sávokban, ezért gyakran dupla vagy tripla monokromátorokat használnak a detektálás során. Megjegyzendő, hogy a gyenge Raman-szóródó vonalakat gyakran lehetetlen elkülöníteni a Rayleigh-vonalaktól, ezért méréseknél primer fényforrásként sokszor lézert használnak.

## Vibrációs Raman-spektrum
Tekintsünk el a molekulák rotációs mozgásától és tételezzük fel, hogy csupán vibrációs mozgás van jelen. A vibrációs Raman-effektus leginkább a Rayleigh-szórással magyarázható első tekintetben. Ekkor tegyük fel, hogy a szóródásban részt vevő molekuláknak tényleges rotációs és vibrációs mozgása nincs. A részecskét vagy molekulát (mint szóró centrumot) elérő primer fény – melynek frekvenciája {\displaystyle \nu _{p}} (vagy {\displaystyle \nu _{0}}), a térerőssége {\textstyle E=E_{0}cos(2\pi \nu _{0}t)} – az elektronhéjak dipólmomentum változását idézi elő a primer fény oszcillációs frekvenciájának megfelelően. Ekkor a dipólmomentum nagyságára azt írhatjuk, hogy {\displaystyle p(t)=\alpha E_{0}cos(2\pi \nu _{p}t)}, melyben {\displaystyle \alpha } a polarizálhatóság mértéke. Ha a molekula vagy más részecske már eredendően rendelkezik egy adott karakterisztikus rezgési frekvenciával, a létrejövő momentum frekvenciája az említett karakterisztikus frekvenciának a függvényeként áll elő, feltételezve, hogy {\displaystyle \alpha } egyértelműen meghatározható a rezgő atommagok közti távolság alapján. Ekkor {\displaystyle \alpha }-t a következő sorozatként adhatjuk meg: 
{\displaystyle \alpha (R)=\alpha (R_{0})+{\frac {d}{dR}}\alpha (R-R_{0})+...}
melyben R időfüggő és a következőképp definiálható: {\displaystyle R=R_{0}=q\ cos(2\pi \nu _{vib}t)}. Ezeket összegezve: 
{\displaystyle p(t)=\alpha E=[\alpha (R_{0})+{\frac {d}{dR}}\alpha \ q\ cos(2\pi \nu _{vib}\,t)]E_{0}cos(2\pi \nu _{p}t)}
A trigonometrikus azonosságokat felhasználva:
{\displaystyle p(t)=\alpha (R_{0})E_{0}cos(2\pi \nu _{p}t)+{\frac {d}{dR}}\alpha E_{0}\ q=\{cos[2\pi (\nu _{vib}+\nu _{p})t]+cos[\nu _{p}-\nu _{vib})t]\}}
Ez az első rendű vibrációs Raman-effektus. Az intenzitás csökkenésével megfigyelhető Raman vonalak {\displaystyle \nu _{p}\pm 2\nu _{vib}}, {\displaystyle \nu _{p}\pm 3\nu _{vib}}, stb. szerint alakulnak (másod-, harmad-, … rendű Raman-effektus). Egy molekularezgés tehát akkor nevezhető úgymond aktív Raman-effektívnek, amennyiben érvényes, hogy……, másképp a molekula rezgési állapota során {\displaystyle \alpha } az internukleáris távolság függvénye. Mindez természetesen kétatomos molekulák esetén érvényes. Ebből kifolyólag belátható, hogy leginkább a nem-poláros molekulák – mint a N2, H2 – Raman-aktívak. Ezek rotációs és rezgési spektrumai bizonyos határokon belül mérhetők, az infravörös- és mikrohullámú spektrometriás vizsgálat azonban a szimmetria által tiltott átmenetek miatt nem lehetséges. Többatomos molekulák többségénél – amelyek inverziós centrummal rendelkeznek – a molekularezgéses vizsgálatoknál a Raman- és az infravörös (IR) spektroszkópia nagyban kiegészíti egymást. Tekintsük példaként a CO2 molekulát, mely esetében a szimmetrikus molekula-rezgés frekvenciája IR-inaktív, mivel a pozitív és negatív töltések központjai egybeesnek a rezgés során. A rezgés állapota Raman-aktív, minthogy az {\displaystyle \alpha } a rezgés során periodicitást mutat. Az aszimmetrikus rezgés frekvenciája IR-aktív, ugyanis elektromos dipólmomentum lép fel, ugyanakkor a polarizálhatóság miatt Raman-inaktív, mert a C−O kötéshossz változások miatt a két ellentétes folyamat épp kompenzálja egymást.  

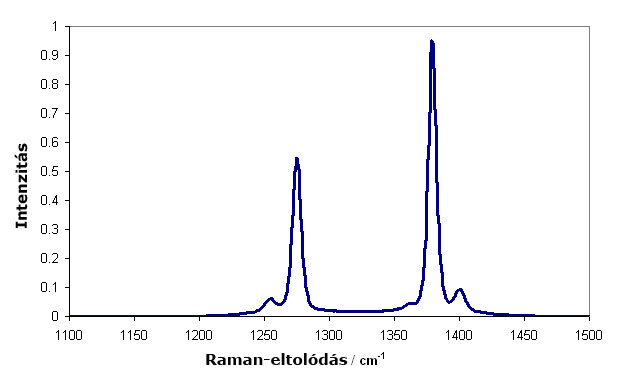
A szén-dioxid molekula Raman eltolódási spektruma

## Stokes-vonalak
A klasszikus elmélet a megfigyelhető jelenségek széles távlataiban pontos leírást adhat, azonban az intenzitás-változások eltéréseket mutatnak a hagyományos tárgyalásmódtól. Ez legjobban a Raman-effektus kvantummechanikai tárgyalásmódjában érthető. Ekkor a Raman-effektus rugalmatlan foton-szórásként fogható fel, amely a Stokes-vonalak esetében a szórás egy alacsonyabb vibrációs kvantumszámmal kezdődik ({\displaystyle \nu }) és egy magasabb vibrációs kvantumszámú ({\displaystyle \nu }' = 1) állapotot ér el, míg az inverz folyamatban (anti-Stokes vonalak) a szórás egy magasabb, gerjesztett szintről egy alacsonyabb, alapállapot irányába tendál. A Stokes-vonalaknál tehát a szóródó fény hullámszáma {\displaystyle {\bar {\nu }}={\bar {\nu _{p}}}-{\bar {\nu _{vib}}}}, anti-Stokes vonalak esetében {\displaystyle {\bar {\nu }}={\bar {\nu _{p}}}+{\bar {\nu _{vib}}}}. Az előbbit Raman-eltolódásnak nevezik. 
A Stokes Raman-szórásban a molekula a foton energiáját abszorbeálja, az anti-Stokes Raman-szórásban ezzel ellentétes irányú folyamat zajlik, vagyis a molekula ad át energiát a fotonnak. A Stokes- és anti-Stokes vonalak közti viszonyszámot a kezdő állapot energiaszintjei betöltöttségi valószínűségeiből adhatjuk meg, amelyet a Boltzmann-faktor reprezentál. Az anti-Stokes vonalak intenzitása a hőmérséklettel arányosan változik, ui. a folyamat feltételezi, hogy a részecske eredendően egy gerjesztett vibrációs szinttel rendelkezik. Az intenzitások hőmérsékletfüggésére tehát a következő összefüggés adható meg: 
{\displaystyle {\frac {I_{anti-Sokes}}{I_{Stokes}}}={\frac {n(\nu =1)}{n(\nu =0)}}=e^{-{\frac {h\nu _{vib}}{kT}}}}
Szemléltetésképpen ha pl. {\displaystyle \nu _{vib}} = 1000 cm-1 veszünk T = 300 K mellett, ekkor e-5, ami azt jelenti, hogy a relatív intenzitás hozzávetőleg 0,7‰. Kvantummechanikai tekintetben a kiválasztási szabályok Δν = ± 1 (ill. ± 2, ± 3, ... kisebb valószínűséggel, a nemlineáris hozzájárulások miatt). 

## Forgási Raman-spektrum
A klasszikus elmélet kvantitatíve kielégítő magyarázatot ad a forgási Raman-spektrum létrejöttére. Ezt beláthatóan az {\displaystyle \alpha _{\perp }}és az {\displaystyle \alpha _{\parallel }}viszonya határozza meg, vagyis a molekula polarizálhatóságában kialakuló anizotrópiák, amennyiben érvényes, hogy {\displaystyle \alpha _{\parallel }} {\displaystyle -}{\displaystyle \alpha _{\perp }}{\displaystyle \neq } 0. Ezt a feltételt lényegében minden kétatomos molekula kielégíti, még a nempoláros N2, H2 és CO2 esetében is. A szimmetrikus tetraéderes szerkezetű molekulák esetében – mint a CCl4 – ezzel ellentétben azt találjuk, hogy a Raman effektus hiányzik, hiszen itt {\displaystyle \alpha _{\parallel }}={\displaystyle \alpha _{\perp }}. 
Kvantummechanikai tárgyalásmódban a Raman-effektus a már korábban említett rugalmatlan foton-szórásnak felel meg, melyben lineáris rotor esetén a ΔJ = ± 2 kiválasztási szabályok érvényesek. Merev rotornál – ha az energiaszintekre az {\textstyle E_{J}=BJ(J+1)} adott, akkor a rotációs Raman-vonalak eltolódását a 
{\displaystyle {\overline {\nu _{rot}}}=\pm B[(J+2)(J+3)-J(J+1)]=\pm B(4J+6)}
frekvenciafeltétel határozza meg. Egy J = ± 2 átmenet esetén a szóban forgó részecske a szórási jelenség következtében egy magasabb rotációs energiaszintre jut. A primer fényre vonatkozó Stokes-vonalak a spektrumban egy alacsonyabb frekvenciasávban jelennek meg. Anti-Stokes vonalak tekintetében ΔJ = - 2 feltételnél a reverz folyamat figyelhető meg. A kiválasztási szabályok természetesen szorosan illeszkednek a molekulaszerkezet tulajdonságaihoz. 

## Magspin hatása a rotációs sávokra
A kétatomos molekulák rotációs és rotációs-rezgési spektrumaiban, mint a H2, N2 vagy O2 – különös tekintettel az inverziós centrummal rendelkező molekulákban, karakterisztikus intenzitásbeli különbségek figyelhetők meg pl. a J rotációs kvantumszámú vonalaknál. Ez a magspinnek a forgási spektrumra vonatkozó hatását tükrözi. A magspin és a mágneses momentum tudvalevően kölcsönhat az elektronhéj-szerkezettel, ez azonban relatíve kicsiny. A molekuláris energia-term szerkezet hiperfinom struktúrája és a spektrális vonalrendszer hasonló mint az atomoknál. Nagy feloldóképességű spektrométerekkel hatékonyan vizsgálható ezen jelenség. Az intenzitásibeli anomáliák a Raman-spektrumban  néhány alapvető jelenségnek köszönhető: az intenzitás eloszlás elsősorban a tehát a magspinek az aktuális állapot komplex hullámfüggvényére gyakorolt hatásán alapul. 
Vegyük példaként a hidrogént (H2), melyben a két proton mint fermion, 1/2-es spinnel. Ha a spinek beállásúak, ez esetben a magspin kvantumszáma I = 1. Az ilyen hidrogént utalva a struktúrára, ortohidrogénnek nevezik. Ha ugyanezen spin antiparallel irányítottságnál, ekkor I = 0, a hullámfüggvénye antiszimmetrikus (parahidrogén). E két típus között – melyek makroszkopikus szinten is differenciálhatók – az átmenetek tiltottak. A magspin és az elektronhéjak közti gyenge csatolás, ugyan lehetséges, valószínűsége csekély. Megjegyzendő, hogy a két hidrogéntípus között termikus egyensúly van. A légköri hidrogén esetében a két módosulat aránya p-H2 : o-H2 = 1 : 3.  